# Březnice – Oblouček
Březnice – Oblouček je přírodní památka evidenční číslo 5950 v okrese Příbram. Nachází se asi 0,5 km východně od vsi Martinice v nadmořské výšce 458–472 m. Na jejím území se rozkládají rybníky Holubovský a Oblouček s přilehlými rákosinami, mokřady a loukami. Západní hranici přírodní památky tvoří silnice z Březnice do Drahenic, severní hranici pak asfaltová cesta spojující tuto komunikaci a silnici I/19 z Březnice do Počapel. Chráněné území s rozlohou 16,8631 ha bylo vyhlášeno 21. října 2013. Důvodem jeho zřízení je ochrana evropsky významné lokality Natura 2000 s výskytem populace zvláště chráněné a silně ohrožené žáby kuňky ohnivé (Bombina bombina).